# Монтандре, Франсуа де Ларошфуко
Франсуа де Ларошфуко, маркиз де Монтандре (фр. François de La Rochefoucauld, marquis de Montandré; сентябрь 1672 — 11 августа 1739) — британский военачальник французского происхождения, фельдмаршал. Из гугенотской ветви семьи Ларошфуко, эмигрировавшей в Англию из-за преследований католиками.

## Военная карьера
Покинув Францию из-за преследований гугенотов, Ларошфуко в 1692 году поступил на службу в армию Вильгельма III, получив в командование пехотный полк Френсиса дю Камбона (Francis du Cambon’s Regiment of Foot).
Служил в Ирландии и в Нидерландах. Унаследовал титул маркиза после смерти брата в 1702 году. В 1704 году служил под началом Анри де Массо, графа Голуэя, в 1705 году принимал участие в осаде Бадахоса и в сражении при Алькантаре в 1706 году.
В 1706 году стал полковником пехотного полка Данганнона (Dungannon’s Regiment), в 1707 году назначен командиром пехотной бригады во главе которой сражался в Португалии. Во главе бригады принимал участие в сражении при Кайе в 1709 году.
В 1728 году маркиз, получив должность генерал-фельдцейхмейстера в Ирландии, 2 июля 1739 года был пожалован в фельдмаршалы. Похоронен в Вестиминстерском аббатстве.

## Семья
В 1710 году женился на Мери Анн фон Шпанхайм. Брак бездетен.